# Paper Gods
Paper Gods är det fjortonde studioalbumet av den brittiska new wave-gruppen Duran Duran som utgavs den 11 september 2015. Det föregicks av singeln Pressure Off där den amerikanska sångerskan Janelle Monáe medverkar.

## Låtförteckning
| 1.  | Paper Gods (med Mr Hudson)                        | John Taylor, Simon Le Bon, Roger Taylor, Nick Rhodes                           | Duran Duran, Mr Hudson                  | 7:04 |
| 2.  | Last Night in the City (med Kiesza)               | J. Taylor, Le Bon, R. Taylor, Rhodes                                           | Duran Duran, Mr Hudson                  | 4:44 |
| 3.  | You Kill Me with Silence                          | J. Taylor, Le Bon, R. Taylor, Rhodes                                           | Duran Duran, Mr Hudson                  | 4:26 |
| 4.  | Pressure Off (med Janelle Monáe och Nile Rodgers) | J. Taylor, Le Bon, R. Taylor, Rhodes, Janelle Monáe, Nile Rodgers, Mark Ronson | Duran Duran, Rodgers, Ronson, Mr Hudson | 4:21 |
| 5.  | Face for Today                                    | J. Taylor, Le Bon, R. Taylor , Dom Brown                                       | Duran Duran                             |      |
| 6.  | Danceophobia (med Lindsay Lohan)                  | J. Taylor, Le Bon, R. Taylor, Rhodes, Mr Hudson , Dom Brown                    | Duran Duran                             |      |
| 7.  | What Are the Chances? (med John Frusciante)       | J. Taylor, Le Bon, R. Taylor, Rhodes, Mr Hudson, Dom Brown                     | Duran Duran                             | 4:56 |
| 8.  | Sunset Garage                                     | J. Taylor, Le Bon, R. Taylor, Rhodes                                           | Duran Duran, Mr Hudson                  |      |
| 9.  | Change the Skyline (med Jonas Bjerre)             | J. Taylor, Le Bon, R. Taylor, Rhodes, Mr Hudson                                | Duran Duran                             |      |
| 10. | Butterfly Girl (med John Frusciante)              | J. Taylor, Le Bon, R. Taylor, Rhodes , Dom Brown                               | Duran Duran                             |      |
| 11. | Only in Dreams                                    | J. Taylor, Le Bon, R. Taylor, Rhodes, Rodgers, Ronson                          | Duran Duran, Rodgers, Ronson, Mr Hudson |      |
| 12. | The Universe Alone (med John Frusciante)          | J. Taylor, Le Bon, R. Taylor, Rhodes                                           | Duran Duran                             |      |

| 13. | Planet Roaring   |  |
| 14. | Valentine Stones |  |
| 15. | Northern Lights  |  |

## Listplaceringar
| Land           | Lista                            | Högsta placering |
| -------------- | -------------------------------- | ---------------- |
| Australien     | ARIA Charts                      | 19               |
| Belgien        | Ultratop Flandern                | 19               |
| Belgien        | Ultratop Vallonien               | 8                |
| Danmark        | Tracklisten                      | 27               |
| Finland        | Finlands officiella lista        | 28               |
| Frankrike      | SNEP                             | 60               |
| Holland        | Megacharts                       | 4                |
| Irland         | IRMA                             | 27               |
| Italien        | FIMI                             | 2                |
| Kanada         | Billboard                        | 18               |
| Nya Zeeland    | Recorded Music NZ                | 24               |
| Portugal       | AFP                              | 16               |
| Schweiz        | Schweizer Hitparade              | 15               |
| Spanien        | PROMUSICAE                       | 18               |
| Storbritannien | UK Albums Chart                  | 5                |
| Tyskland       | GfK                              | 24               |
| Ungern         | Mahasz                           | 6                |
| USA            | Billboard 200                    | 10               |
| USA            | Billboard Digital Albums         | 10               |
| USA            | Billboard Top Alternative Albums | 2                |
| Österrike      | Ö3 Austria Top 40                | 24               |